# Anny-Chantal Levasseur-Regourd
 (octobre 2012).
Anny-Chantal Levasseur-Regourd (née le 16 avril 1945 à Semur-en-Auxois et morte le 1er août 2022 à Neuilly-sur-Seine) est une astrophysicienne française spécialisée dans l'étude des comètes, des astéroïdes, des petits corps planétaires et des poussières interplanétaires. Elle était également enseignante chercheuse à l'Université Paris VI où elle enseignait l'astronomie, la physique spatiale et les sciences physiques.

## Carrière
Diplômée en 1964 de l'Ecole Normale Supérieure de l'Enseignement Technique, ancêtre de l'Ecole Normale Supérieure de Paris-Saclay, et agrégée de mathématiques.
Elle soutient une thèse d'état en Sciences Physiques en 1976 sous la supervision du Pr Jacques Blamont. Elle analyse les observations atmosphériques et astronomiques effectuées par le satellite D2A avec une contribution à l'étude de la lumière zodiacale. À la suite de sa thèse de doctorat, elle collabore avec René Dumont sur l'étude du milieu interplanétaire et la lumière zodiacale. Ses observations contribuent à produire la première carte globale de la lumière zodiacale en intensité et en polarisation, et donnent des contraintes sur les propriétés physiques locales des poussières interplanétaires
Elle mène une carrière d'enseignante chercheuse à l'Université Paris VI où elle devient professeure en 1985. Elle y enseigne l'astronomie, la physique spatiale et les sciences physiques. Entre 1990 et 2000, elle est une des responsables du DEA Astronomie et Techniques Spatiales de l'Observatoire de Paris.
Dans le cadre de ses recherches, menées durant toute sa carrière au Service d'Aéronomie (SA) puis son successeur (à partir de 2009) le Laboratoire Atmosphères Observations Spatiales (LATMOS), elle s'implique dans plusieurs missions spatiales d'étude des comètes et de leurs poussières. Elle est notamment responsable de l'instrument OPE (Optical Probe Experiment) embarqué à bord de la première sonde d'exploration spatiale de l'ESA, Giotto, lancée en 1986 et destinée à l'étude de la comète 1P/Halley. Cet instrument observe la polarisation linéaire de la lumière dans la coma interne de la comète, et les résultats montrent la présence de particules solides de faible densité, et que la lumière est essentiellement diffusée par de grandes particules. Elle est également membre de l'équipe scientifique de la mission spatiale européenne Rosetta-Philae pour l'étude de la comète 67P/Tchourioumov-Guérassimenko. Anny-Chantal est également responsable scientifique du cubesat étudiant EyeSat lancée par le CNES en 2019. Enfin, elle participe activement au développement de la caméra EnVisS, un imager polarimétrique multi-longueurs d'onde de la mission Comet Interceptor de l'ESA qui doit être lancée en 2029 et dont le but est d'observer une comète d'origine interstellaire ou fraîche.
Son travail a également aidé à définir une classification des comètes basée sur leurs courbes de phase de polarisation. Ce travail est toujours discuté aujourd'hui au sein de la communauté des astronomes.
En 1977, elle fait partie des 53 finalistes (sur 2000 candidatures) de la sélection des premiers astronautes de l'Agence Spatiale Européenne. Seule femme parmi les finalistes, elle n'est finalement pas retenue et n'ira jamais en orbite autour de la Terre.
Fortement impliquée dans l'animation de la communauté d'astronomie et des sciences planétaires, elle préside, entre autres, la Commission des Comètes de la Société Astronomique de France, et la commission sur les Rayonnements Galactiques et Extragalactiques de Fond de l'Union Astronomique Internationale  (1988 à 1991).
Enthousiaste à partager ses connaissances, elle préside l'Année mondiale de l'astronomie en France en 2009.
L'astéroïde 6170 porte le nom de Levasseur en son honneur.

## Décorations
- Prix des Dames : 1986
- Prix Henry-Rey : 2009
- Officier de la Légion d'honneur Elle est faite chevalier le 19 avril 2000[3], puis est promue officier le 12 juillet 2013[4].

## Publications
- "Les comètes et les astéroïdes."
- Anny-Chantal Levasseur-Regourd, André Brahic, Thérèse Encrenaz, François Forget, Marc Ollivier et Sylvie Vauclair, Système solaire et planètes, Paris, Ellipses, 2009, 249 p. (ISBN 978-2-7298-4084-6, BNF 41354368)
- Janet Borg et Anny-Chantal Levasseur-Regourd (préf. Hubert Reeves), L'exploration cométaire : De l'Antiquité à Rosetta, Paris, Nouveau monde éditions, coll. « Histoire des sciences », janvier 2018, 231 p. (ISBN 978-2-36942-524-3, BNF 45433436).